# Viện Khoa học Lâm nghiệp Việt Nam
Viện Khoa học Lâm nghiệp Việt Nam (tên giao dịch quốc tế: Vietnamese Academy of Forest Sciences; viết tắt: VAFS) là đơn vị sự nghiệp nghiên cứu khoa học của ngành lâm nghiệp, trực thuộc Bộ Nông nghiệp và Phát triển nông thôn.

## Lịch sử
- Viện Nghiên cứu Lâm nghiệp là tiền thân của Viện Khoa học Lâm nghiệp Việt Nam, được thành lập năm 1961. Sau đó Viện được phân chia thành ba viện là Viện Lâm nghiệp (1972-1988), Viện Công nghiệp rừng (1974-1988) và Viện Kinh tế Lâm nghiệp (1981-1988).
- Ngày 30 tháng 8 năm 1988, Chủ tịch Hội đồng Bộ trưởng Việt Nam ban hành Quyết định số 137/HĐBT thành lập Viện Khoa học Lâm nghiệp Việt Nam trên cơ sở hợp nhất các Viện Lâm nghiệp, Viện Công nghiệp rừng và Viện Kinh tế Lâm nghiệp.
- Ngày 25 tháng 11 năm 2011, Thủ tướng Chính phủ Việt Nam ban hành Quyết định số 2099/QĐ-TTg về tổ chức và hoạt động của Viện Khoa học Lâm nghiệp Việt Nam là tổ chức sự nghiệp khoa học hạng đặc biệt, trực thuộc Bộ Nông nghiệp và Phát triển nông thôn.[1]

## Chức năng, nhiệm vụ và quyền hạn
Chức năng, nhiệm vụ, quyền hạn và cơ cấu tổ chức của Viện Khoa học Lâm nghiệp Việt Nam được quy định tại Quyết định số 1149/QĐ-BNN-TCCB của Bộ trưởng Bộ Nông nghiệp và Phát triển nông thôn ban hành ngày 18 tháng 5 năm 2012 như sau:

### Chức năng
Nghiên cứu khoa học, chuyển giao công nghệ, hợp tác quốc tế, đào tạo và tư vấn trong lĩnh vực lâm nghiệp phục vụ yêu cầu quản lý nhà nước về nông nghiệp và phát triển nông thôn. 

### Nhiệm vụ và quyền hạn
1. Thực hiện các nhiệm vụ khác do Bộ trưởng Bộ Nông nghiệp và Phát triển nông thôn giao.
2. Thực hiện các nhiệm vụ khoa học công nghệ trọng điểm cấp nhà nước.
3. Thẩm tra hoặc tham gia thẩm tra về công nghệ, kinh tế, kỹ thuật các dự án trọng điểm cấp nhà nước về lĩnh vực lâm nghiệp theo quy định của pháp luật.
4. Nghiên cứu và phát triển công nghệ mới, công nghệ cao trong lâm nghiệp.
5. Xây dựng các tiêu chuẩn quốc gia, quy chuẩn kỹ thuật quốc gia, định mức kinh tế, kỹ thuật lâm nghiệp trình cấp có thẩm quyền phê duyệt theo nhiệm vụ được giao và theo quy định của pháp luật.
6. Đào tạo tiến sĩ, liên kết đào tạo thạc sĩ, tham gia bồi dưỡng nguồn nhân lực về khoa học và công nghệ lâm nghiệp và các lĩnh vực khác có liên quan theo quy định của pháp luật.
7. Hợp tác quốc tế, liên doanh, liên kết với các tổ chức, cá nhân về nghiên cứu khoa học, phát triển công nghệ và đào tạo nguồn nhân lực trong lĩnh vực lâm nghiệp theo quy định của pháp luật.
8. Thực hiện các dịch vụ khoa học và công nghệ; chuyển giao kết quả nghiên cứu khoa học, công nghệ vào sản xuất; triển khai thực nghiệm, sản xuất thử nghiệm trên cơ sở ứng dụng kết quả nghiên cứu khoa học theo quy định của pháp luật.
9. Tổ chức sản xuất, kinh doanh, xuất khẩu, nhập khẩu các sản phẩm và công nghệ lâm nghiệp, nông lâm kết hợp, các sản phẩm phù hợp với lĩnh vực hoạt động chuyên môn của Viện theo quy định của pháp luật.
10. Tư vấn lập dự án; tư vấn giám sát, thẩm tra; thẩm định hồ sơ thiết kế, dự toán các chương trình, dự án đầu tư, công trình xây dựng lâm nghiệp theo quy định của pháp luật.
11. Thẩm định, phê duyệt đề cương nghiên cứu, dự toán, quyết toán và nghiệm thu kết quả đề tài nghiên cứu khoa học và phát triển công nghệ, dự án sản xuất thử, thử nghiệm công nghệ của các đơn vị trực thuộc Viện theo quy định của pháp luật và phân cấp của Bộ Nông Nghiệp và Phát triển Nông Thôn.
12. Xuất bản các ấn phẩm, thông tin khoa học, công nghệ và môi trường, phát hành tạp chí, trang thông tin điện tử theo chuyên ngành theo quy định của pháp luật.
13. Quản lý nguồn nhân lực, kinh phí, tài sản và các nguồn lực khác được giao theo quy định của pháp luật.
14. Quyết định việc mời chuyên gia, các nhà khoa học nước ngoài vào Việt Nam và cử cán bộ ra nước ngoài công tác, học tập theo quy định của pháp luật và phân cấp quản lý cán bộ của Bộ Nông Nghiệp và Phát triển Nông Thôn.
15. Thực hiện nhiệm vụ liên quan đến Công ước về buôn bán quốc tế các loài động vật, thực vật hoang dã nguy cấp (CITES) theo quy định của pháp luật.
16. Xây dựng chiến lược, quy hoạch, kế hoạch 5 năm, hàng năm, các chương trình, dự án của ngành, của Viện về khoa học, công nghệ trong lĩnh vực lâm nghiệp theo quy định; tổ chức thực hiện sau khi được các cấp có thẩm quyền phê duyệt.
17. Nghiên cứu cơ bản có định hướng và nghiên cứu ứng dụng tổng hợp về lâm nghiệp, bao gồm:

- Khoa học cơ sở về lý thuyết lâm học các hệ sinh thái rừng nhiệt đới Việt Nam.
- Kỹ thuật và công nghệ trồng, phục hồi, làm giàu, cải tạo, xúc tiến tái sinh tự nhiên để phát triển và quản lý bền vững rừng tự nhiên, rừng trồng ở Việt Nam và nông lâm kết hợp.
- Cơ sở khoa học và các biện pháp bảo tồn và phát triển nguồn gen thực vật rừng, động vật rừng.
- Về giống cây lâm nghiệp, gồm các loại hình rừng giống, vườn giống, chọn tạo giống và nhân giống cây lâm nghiệp, lưu giữ tập đoàn giống công tác lâm nghiệp.
- Phát triển và ứng dụng công nghệ sinh học trong lâm nghiệp.
- Sinh lý, sinh thái cá thể và quần thể, quần xã thực vật rừng và các biện pháp phục hồi hệ sinh thái rừng sinh thái rừng, bảo vệ, bảo tồn các hệ sinh thái đặc thù.
- Cơ sở khoa học và biện pháp sử dụng bền vững đất lâm nghiệp.
- Cơ sở khoa học về đánh giá, dự báo tác động môi trường lâm nghiệp, biến đổi khí hậu, quan trắc môi trường.
- Kỹ thuật nuôi, gây trồng, khai thác, chế biến, bảo quản các loại lâm sản ngoài gỗ.
- Cơ sở khoa học và biện pháp phòng, trừ sâu bệnh hại rừng; công nghệ phòng, chữa cháy rừng.
- Khoa học về tổ chức và quản lý lâm nghiệp; cơ chế, chính sách lâm nghiệp; kinh tế tài nguyên và môi trường rừng; thị trường lâm sản; lâm nghiệp cộng đồng.
- Cơ giới hóa sản xuất giống cây lâm nghiệp, trồng rừng, khai thác, vận xuất, vận chuyển, chế biến, bảo quản lâm sản.
- Đặc tính công nghệ cơ bản của gỗ và các loại lâm sản phục vụ công nghiệp chế biến.
- Công nghệ gia công, xử lý, chế biến cơ, hóa lâm sản; bảo quản lâm sản, thuốc bảo quản lâm sản.

## Tổ chức
- Lãnh đạo Viện Khoa học Lâm nghiệp Việt Nam có Giám đốc và các Phó Giám đốc viện[3].
- Các Ban tham mưu, giúp Giám đốc Viện:

1. Ban Tổ chức, Hành chính.
2. Ban Khoa học, Đào tạo và Hợp tác quốc tế.
3. Ban Tài chính, Kế toán.

- Các đơn vị sự nghiệp khoa học trực thuộc Viện:

1. Viện Nghiên cứu Lâm sinh (Hà Nội)
2. Viện Nghiên cứu Công nghiệp rừng (Hà Nội)
3. Viện Nghiên cứu Giống và Công nghệ sinh học Lâm nghiệp (Hà Nội)
4. Viện Nghiên cứu Sinh thái và Môi trường rừng (Hà Nội)
5. Viện Khoa học Lâm nghiệp Nam Bộ (Thành phố Hồ Chí Minh)
6. Trung tâm Khoa học Lâm nghiệp Tây Bắc (Sơn La)
7. Trung tâm Khoa học Lâm nghiệp vùng Trung tâm Bắc Bộ (Phú Thọ)
8. Trung tâm Khoa học Lâm nghiệp Đông Bắc Bộ (Vĩnh Phúc)
9. Trung tâm Khoa học Lâm nghiệp Bắc Trung Bộ (Quảng Trị)
10. Viện Khoa học Lâm nghiệp Nam Trung Bộ và Tây Nguyên (Lâm Đồng)
11. Trung tâm Nghiên cứu Lâm sản ngoài gỗ (Hà Nội)
12. Trung tâm Nghiên cứu Bảo vệ rừng (Hà Nội)
13. Trung tâm Nghiên cứu Kinh tế Lâm nghiệp (Hà Nội).